# Křídla vlasti Olomouc
Křídla vlasti Olomouc  (deutsch: Flügel der Heimat) ist ein ehemaliger tschechischer Fußballverein aus Olomouc. Er wurde 1952 als Verein der Luftwaffe gegründet und 1953 in die reorganisierte erste tschechoslowakische Liga eingestuft. Nach einem vierten Platz 1953 stieg die Mannschaft 1954 in die zweite Liga ab. Zwei Jahre später wurde der Klub in VTJ Dukla Olomouc umbenannt und 1975 nach Hradec Králové delegiert, wo er als VTJ Letec Hradec Králové antrat.

## Vereinsgeschichte
Nach der Machtübernahme der Kommunisten in der Tschechoslowakei kam es auch im Fußballsport zu einschneidenden Veränderungen. Eine davon war die Einrichtung zahlreicher Armeesportvereine, unter ihnen war Dukla Prag, 1948 als ATK gegründet, der bekannteste und erfolgreichste. Nicht nur in Prag, sondern auch in weiteren Städten entstanden diese der Armee unterstehenden Klubs. So auch 1952 in Olomouc, wo eine der Luftwaffe zugehörige Mannschaft mit dem Namen Křídla vlasti aus der Taufe gehoben wurde.
Vor der Saison 1953 kam es zur größten Reorganisation des Ligensystems in der Geschichte des Tschechoslowakischen Fußballs, wobei Křídla vlasti direkt in die höchste Spielklasse eingestuft wurde, ohne sich sportlich qualifiziert zu haben. In dieser Spielzeit, 14 Mannschaften spielten nur je einmal gegeneinander, wurde die neue Mannschaft aus Olomouc Tabellenvierter. Sieben Siegen standen drei Remis und drei Niederlagen gegenüber, mit nur sieben Gegentoren hatte das Team die beste Abwehr der Liga. Zu den Leistungsträgern zählte der spätere Vizeweltmeister im Tor Viliam Schrojf, Abwehrorganisator Jiří Hledík und Torjäger Tadeáš Kraus. Coach war der spätere tschechoslowakische Nationaltrainer Rudolf Vytlačil.
Dieser vierte Rang 1953 sollte auch das beste Resultat der Vereinsgeschichte bleiben, von jetzt an ging es für Křídla vlasti fast nur noch bergab. In der Spielzeit 1954 unter Trainer Vilém Lugr wurde die Elf Vorletzter und stieg in die zweigleisige zweite Liga ab, wenn auch nur aufgrund der schlechteren Tordifferenz im Vergleich zu einem weiteren Armeeklub, Tankista Prag, der ebenso 17 Zähler auf seinem Konto hatte. Der zweite Platz in der Gruppe B der 2. Liga in der Folgesaison reichte nicht zum Wiederaufstieg. In der Spielzeit 1956 wurde der zwischenzeitlich in VTJ Dukla Olomouc umbenannte Verein Vorletzter und musste den Gang in die 3. Liga antreten. Noch zweimal, 1959 und 1962, schaffte die Mannschaft den Sprung in Liga Zwei, stieg aber umgehend wieder ab. Die sportliche Krise gipfelte Anfang der 1970er Jahre, 1973 konnte Dukla schließlich auch die, durch Reduktion der Gruppen verbesserte 3. Liga nicht mehr halten. Führender Fußballklub der Stadt wurde Sigma Olomouc. 1975 wurde Dukla Olomouc aufgelöst und die Mannschaft nach Hradec Králové delegiert.
In der Ewigen Tabelle der 1. Tschechoslowakischen Liga von 1945 bis 1993 belegt Křídla vlasti Olomouc den 36. Rang von insgesamt 55 Mannschaften.

## Ligazugehörigkeit
|         | 1953 | 1954 | 1955 | 1956  | 57/58 | 58/59 | 59/60 | 60/61 | 61/62 | 62/63 | 63/64 | 64/65 | 65/66 | 66/67 | 67/68 | 68/69 | 69/70 | 70/71 | 71/72 | 72/73 | 73/74 | 74/75 |
| ------- | ---- | ---- | ---- | ----- | ----- | ----- | ----- | ----- | ----- | ----- | ----- | ----- | ----- | ----- | ----- | ----- | ----- | ----- | ----- | ----- | ----- | ----- |
| 1. Liga | 4    | 11   |      |       |       |       |       |       |       |       |       |       |       |       |       |       |       |       |       |       |       |       |
| 2. Liga |      |      | 2(2) | 11(2) |       |       | 14(2) |       |       | 13(3) |       |       |       |       |       |       |       |       |       |       |       |       |
| 3. Liga |      |      |      |       | 8(6)  | 1(6)  |       | 4(11) | 1(11) |       | 5(11) | 1(11) | 8(6)  | 11(6) | 11(6) | 2(6)  | 12(3) | 14(3) | 13(3) | 16(3) |       |       |
| 4. Liga |      |      |      |       |       |       |       |       |       |       |       |       |       |       |       |       |       |       |       |       |       |       |

Anm.: In Klammern ist die Anzahl der Gruppen der jeweiligen Liga angegeben.

### Statistik
- 1. Tschechoslowakische Liga:

| Liga                  | Platz     | Spiele | Siege | Remis | Niederlagen | Tore  | Punkte |
| Přebor Republiky 1953 | 4. Platz  | 13     | 7     | 3     | 3           | 17:7  | 17     |
| Přebor Republiky 1954 | 11. Platz | 22     | 6     | 5     | 11          | 23:26 | 17     |

## Bekannte ehemalige Spieler
- Jiří Hledík
- Tadeáš Kraus
- Viliam Schrojf

## Zuschauer
Der Zuschauerschnitt in den beiden Erstligajahren 1953 und 1954 lag bei 5.008. Die höchste Zuschauerzahl betrug 8.000, die niedrigste 3.000.

## Vereinsnamen
- 1952 Křídla vlasti Olomouc
- 1956 VTJ Dukla Olomouc
- 1975 VTJ Letec Hradec Králové

## Eishockey
Die Eishockeyabteilung des Vereins entstand ebenfalls Anfang der 1950er Jahre, 1956 wurde die Mannschaft nach Jihlava delegiert und war als Dukla Jihlava erfolgreichster Klub der Tschechoslowakei.

## Sonstiges
Anfang des 21. Jahrhunderts gab es im Prager Fünfer-Fußball eine Mannschaft namens Křídla vlasti.